# Grand Prix Španělska 2015
Grand Prix Španělska 2015 (oficiálně Formula 1 Gran Premio de España Pirelli 2015) se jela na okruhu Circuit de Catalunya v Montmeló ve Španělsku dne 10. května 2015. Závod byl pátým v pořadí v sezóně 2015 šampionátu Formule 1.

## Kvalifikace
| Poř.                       | No. | Jezdec           | Konstruktér             | Časy v kvalifikaci | Časy v kvalifikaci | Časy v kvalifikaci | Pořadí na startu |
| Poř.                       | No. | Jezdec           | Konstruktér             | Q1                 | Q2                 | Q3                 | Pořadí na startu |
| -------------------------- | --- | ---------------- | ----------------------- | ------------------ | ------------------ | ------------------ | ---------------- |
| 1                          | 6   | Nico Rosberg     | Mercedes                | 1:26.490           | 1:25.166           | 1:24.681           | 1                |
| 2                          | 44  | Lewis Hamilton   | Mercedes                | 1:26.382           | 1:25.740           | 1:24.948           | 2                |
| 3                          | 5   | Sebastian Vettel | Ferrari                 | 1:27.534           | 1:26.167           | 1:25.458           | 3                |
| 4                          | 77  | Valtteri Bottas  | Williams-Mercedes       | 1:27.262           | 1:26.197           | 1:25.694           | 4                |
| 5                          | 55  | Carlos Sainz Jr. | Toro Rosso-Renault      | 1:26.773           | 1:26.475           | 1:26.136           | 5                |
| 6                          | 33  | Max Verstappen   | Toro Rosso-Renault      | 1:27.393           | 1:26.441           | 1:26.249           | 6                |
| 7                          | 7   | Kimi Räikkönen   | Ferrari                 | 1:26.637           | 1:26.016           | 1:26.414           | 7                |
| 8                          | 26  | Daniil Kvjat     | Red Bull Racing-Renault | 1:27.833           | 1:26.889           | 1:26.629           | 8                |
| 9                          | 19  | Felipe Massa     | Williams-Mercedes       | 1:27.165           | 1:26.147           | 1:26.757           | 9                |
| 10                         | 3   | Daniel Ricciardo | Red Bull Racing-Renault | 1:26.611           | 1:26.692           | 1:26.770           | 10               |
| 11                         | 8   | Romain Grosjean  | Lotus-Mercedes          | 1:27.383           | 1:27.375           |                    | 11               |
| 12                         | 13  | Pastor Maldonado | Lotus-Mercedes          | 1:27.281           | 1:27.450           |                    | 12               |
| 13                         | 14  | Fernando Alonso  | McLaren-Honda           | 1:27.941           | 1:27.760           |                    | 13               |
| 14                         | 22  | Jenson Button    | McLaren-Honda           | 1:27.813           | 1:27.854           |                    | 14               |
| 15                         | 12  | Felipe Nasr      | Sauber-Ferrari          | 1:27.625           | 1:28.005           |                    | 15               |
| 16                         | 9   | Marcus Ericsson  | Sauber-Ferrari          | 1:28.112           |                    |                    | 16               |
| 17                         | 27  | Nico Hülkenberg  | Force India-Mercedes    | 1:28.365           |                    |                    | 17               |
| 18                         | 11  | Sergio Pérez     | Force India-Mercedes    | 1:28.442           |                    |                    | 18               |
| 19                         | 28  | Will Stevens     | MRT-Ferrari             | 1:31.200           |                    |                    | 19               |
| 20                         | 98  | Roberto Merhi    | MRT-Ferrari             | 1:32.038           |                    |                    | 20               |
| 107% času vítěze: 1:32.428 |     |                  |                         |                    |                    |                    |                  |
| Zdroj:                     |     |                  |                         |                    |                    |                    |                  |

## Závod
| Poř.   | No. | Jezdec           | Konstruktér             | Počet kol | Čas/Odstoupení      | Pořadí na startu | Body |
| ------ | --- | ---------------- | ----------------------- | --------- | ------------------- | ---------------- | ---- |
| 1      | 6   | Nico Rosberg     | Mercedes                | 66        | 1:41:12.555         | 1                | 25   |
| 2      | 44  | Lewis Hamilton   | Mercedes                | 66        | +17.551             | 2                | 18   |
| 3      | 5   | Sebastian Vettel | Ferrari                 | 66        | +45.342             | 3                | 15   |
| 4      | 77  | Valtteri Bottas  | Williams-Mercedes       | 66        | +59.217             | 4                | 12   |
| 5      | 7   | Kimi Räikkönen   | Ferrari                 | 66        | +1:00.002           | 7                | 10   |
| 6      | 19  | Felipe Massa     | Williams-Mercedes       | 66        | +1:21.314           | 9                | 8    |
| 7      | 3   | Daniel Ricciardo | Red Bull Racing-Renault | 65        | +1 kolo             | 10               | 6    |
| 8      | 8   | Romain Grosjean  | Lotus-Mercedes          | 65        | +1 kolo             | 11               | 4    |
| 9      | 55  | Carlos Sainz Jr. | Toro Rosso-Renault      | 65        | +1 kolo             | 5                | 2    |
| 10     | 26  | Daniil Kvjat     | Red Bull Racing-Renault | 65        | +1 kolo             | 8                | 1    |
| 11     | 33  | Max Verstappen   | Toro Rosso-Renault      | 65        | +1 kolo             | 6                |      |
| 12     | 12  | Felipe Nasr      | Sauber-Ferrari          | 65        | +1 kolo             | 15               |      |
| 13     | 11  | Sergio Pérez     | Force India-Mercedes    | 65        | +1 kolo             | 18               |      |
| 14     | 9   | Marcus Ericsson  | Sauber-Ferrari          | 65        | +1 kolo             | 16               |      |
| 15     | 27  | Nico Hülkenberg  | Force India-Mercedes    | 65        | +1 kolo             | 17               |      |
| 16     | 22  | Jenson Button    | McLaren-Honda           | 65        | +1 kolo             | 14               |      |
| 17     | 28  | Will Stevens     | Marussia-Ferrari        | 63        | +3 kola             | 19               |      |
| 18     | 98  | Roberto Merhi    | Marussia-Ferrari        | 62        | +4 kola             | 20               |      |
| Ret    | 13  | Pastor Maldonado | Lotus-Mercedes          | 45        | Poškození po kolizi | 12               |      |
| Ret    | 14  | Fernando Alonso  | McLaren-Honda           | 26        | Brzdy               | 13               |      |
| Zdroj: |     |                  |                         |           |                     |                  |      |

## Průběžné pořadí po závodě
Pohár jezdců
|   | Pořadí | Jezdec           | Body |
| - | ------ | ---------------- | ---- |
|   | 1      | Lewis Hamilton   | 111  |
|   | 2      | Nico Rosberg     | 91   |
|   | 3      | Sebastian Vettel | 80   |
|   | 4      | Kimi Räikkönen   | 52   |
| 1 | 5      | Valtteri Bottas  | 42   |

Pohár konstruktérů
|  | Pořadí | Konstruktér             | Body |
|  | ------ | ----------------------- | ---- |
|  | 1      | Mercedes                | 202  |
|  | 2      | Ferrari                 | 132  |
|  | 3      | Williams-Mercedes       | 81   |
|  | 4      | Red Bull Racing-Renault | 30   |
|  | 5      | Sauber-Ferrari          | 19   |